# 新3か月トピック英会話
新3か月トピック英会話（しんさんかげつトピックえいかいわ）は、NHK教育テレビジョンで放送される語学番組枠である。

## 概要
タイトル通り各番組の放送期間は3ヶ月である。2005年4月からの「3か月トピック英会話」の続編であるが、新作は2007年度制作分のみで、2008年度は4月から9月まで再放送となった。

## 放送時間
- 本放送：木曜日 23:10 - 23:30
- 再放送：翌週木曜日 6:40 - 7:00／12:10 - 12:30

2008年10月からは、「きょうから英会話」の再放送となり、放送枠はない。

## シリーズ

### 出張!ハートで感じる英語塾
- 放送期間：2007年10月 - 12月（2008年7月 - 9月に再放送）
- 出演者
  - 大西泰斗（講師・東洋学園大学教授）
  - 安田美沙子（生徒・タレント）
  - 後藤理（進行役兼生徒・NHKアナウンサー）
  - ポール・クリス・マクベイ（講師）
- 内容
旧「3か月トピック英会話」で放送された「ハートで感じる英文法」の新シリーズ。日本各地に出向いて授業を行う。ただし授業内容は以前のシリーズと重複するものもある。2007年8月にも同番組を単発（ただし20分番組を2本連続という形式）で放送した。NHKの英会話講座に独自につけられるレベルの目安で、レベル3 - 4（中学3年 - 高校レベル）と位置づけられる。

### 英単語ネットワーク～めざせ10,000語!～
- 放送期間：2007年7月 - 9月（2008年4月 - 6月に再放送）
- 出演者
  - ゲーリー・スコット・ファイン（進行役：脚本も担当）
  - ステイシー・パウエル（ローラ役：以下バーTOKYO STRANGERSに集う人々）
  - クィン・アルバイトマン（ジャック役）
  - クリス・ファーハム（ヴィクター役）
  - 田中伸一（ジョー役）
  - レイチェル・ウォルザー（ジェニファー役）
  - ウォルター・ロバーツ（オーナーのジョージ役）
  - レニー・ハート（Eitango Network News 'ENN'アンカー役）
- 内容
必要な語彙を効率よく習得する方法を伝授し、10000語覚えるように目指す。スキットに登場した英単語を線で結んで並べるのが特徴。ただし、各単語を結ぶ線は似た意味の単語を結んでいるのではなく、話の流れの上で関連する単語同士が結ばれているという点に注意。NHKの英会話講座に独自につけられるレベルの目安で、レベル3 - 5（中学3年 - 高校卒業レベル）と位置づけられる。

### ハワイでハッピーステイ
- 放送期間：2007年4月 - 6月（2008年1月 - 3月に再放送）
- 出演者
  - 高本裕迅（白百合女子大学教授）
  - チェリッシュ
  - モニカ・ホーガン
- 内容
ハワイのコンドミニアムに滞在する場面に必要な英会話を紹介する。NHKの英会話講座に独自につけられるレベルの目安で、レベル2 - 3（中学2年 - 中学3年レベル）と位置づけられる。

## DVD
以下のタイトル分がポニーキャニオンより発売された。
- 出張！ハートで感じる英語塾 1 - 3（2008年4月）

以下のタイトル分がよしもとアール・アンド・シーより発売された。
- 英単語ネットワーク めざせ10,000語! 1 - 3（2008年4月）
- ハワイでハッピーステイ チェリッシュの滞在型旅行英会話 1 - 3（2008年3月）